# Taba naba

Taba naba est une chanson enfantine traditionnelle des indigènes du détroit de Torrès, îles situées près de la côte nord de l'Australie. Elle est accompagnée d'une danse assise dont les chanteurs accomplissent les gestes au fil de la chanson.

## Paroles et danse

### Paroles
La version originale de la chanson, telle qu'inventée par les indigènes du détroit de Torrès, est en langue meriam. C'est une chanson joyeuse qui évoque les plaisirs de la pêche sur les récifs. Elle est chantée en compagnie de la famille, des amis, des gens de toute l'île, voire des gens de l'extérieur.
Les paroles en meriam sont les suivantes (les / indiquent une séparation entre deux vers). 

« Taba naba / naba norem

Tugi penai siri / dinghy e naba we

Miko keimi / sere re naba we

Taba naba / norem »

Ce couplet est répété trois fois.
La traduction française des paroles donne : 

« Venez, / allons sur le récif !
Pendant que la marée matinale est basse, / embarquons dans le petit canot.
Ramons / jusqu'à la pointe du récif !
Venez, / allons sur le récif ! »

### Gestes
Les chanteurs doivent s'asseoir en cercle et exécutent des gestes pour accompagner les paroles :

« Taba naba / naba norem

(Chaque chanteur effectue un mouvement horizontal des mains : l'une vers soi, l'autre loin du corps ; les paumes des deux mains se frôlent en se croisant.)

Tugi penai siri / dinghy e naba we

(Chaque chanteur abaisse la main droite vers le sol sur sa gauche, puis la remonte vers son épaule droite ; dans le même temps, on abaisse la main gauche vers le sol sur sa droite avant de la remonter vers l'épaule gauche.)

Miko keimi / sere re naba we

(Chaque chanteur abaisse la main droite vers le sol sur sa gauche, puis la remonte vers son épaule droite ; dans le même temps, on abaisse la main gauche vers le sol sur sa droite avant de la remonter vers l'épaule gauche.)

Taba naba / norem

(Chaque chanteur place les mains sur ses hanches et balance le corps de gauche à droite et retour.) »

## Interprétations
Taba naba a été interprétée par les Mills Sisters sur leur album Frangipani Land (Music Deli, ABC Radio) paru en 1993.
La chanson a ensuite été interprétée par les Wiggles, groupe australien de chanteurs pour enfants. Sur leur DVD It's a Wiggly Wiggly World !, paru en 2000, ils interprètent la chanson et la danse assise traditionnelle en compagnie de Christine Anu, une chanteuse pop australienne qui descend d'indigènes du détroit de Torrès ; ils sont accompagnés d'un chœur d'enfants qui exécute aussi la danse. 
Au Brésil, en 2000 également, la chanteuse brésilienne Xuxa donne une reprise de la chanson dans son album  Xuxa Só Para Baixinhos (Xuxa pour les petits).